# Latae sententiae e ferendae sententiae
Latae sententiae (latim que significa "de um julgamento amplo") e ferendae sententiae (latim que significa "de um julgamento trazido") são formas pelas quais as sentenças são impostas na Igreja Católica em seu direito canônico.
A pena latae sententiae é uma pena que é infligida ipso facto, automaticamente, por força da própria lei, no exato momento em que uma lei é violada, daí uma sentença amplamente aplicada. A pena ferendae sententiae é uma pena que é infligida a um culpado somente depois que um caso foi apresentado e decidido por uma autoridade da Igreja.
O Código de Direito Canônico de 1983, que vincula os católicos da Igreja latina, inflige censuras latae sententiae por certas ações proibidas. A lei canônica atual que vincula os membros das Igrejas Católicas Orientais, o Código de Cânones das Igrejas Orientais, não inclui penas latae sententiae.

## Penalidades noCódigo de Direito Canônico de1983
As censuras que o Código de Direito Canônico de 1983 prevê são excomunhão, interdição e suspensão. A excomunhão proíbe a participação em certas formas de culto litúrgico e governança da igreja.  A interdição envolve as mesmas restrições litúrgicas que a excomunhão, mas não afeta a participação no governo da igreja.  A suspensão, que afeta apenas os membros do clero, proíbe certos atos de um clérigo, sejam os atos de caráter religioso decorrentes de sua ordenação ("atos do poder das ordens") ou sejam exercícios de seu poder de governo ou de direitos e funções ligados ao cargo que ocupa.

### Latae sententiaesanções

#### Latae sententiae excommunications
A menos que existam as circunstâncias desculpantes descritas nos cânones 1321-1330 o Código de Direito Canônico de 1983, que teve uma grande atualização em 2021, impõe a excomunhão latae sententiae sobre o seguinte:
- um apóstata da fé, um herege ou um cismático;
- uma pessoa que joga fora as espécies eucarísticas consagradas ou as toma e conserva para um propósito sacrílego;
- uma pessoa que usa a força física contra o papa;
- uma pessoa que tenta conferir uma ordem santa a uma mulher, e a mulher que tenta recebê-la;
- um sacerdote que absolve um cúmplice de um pecado contra o sexto mandamento do Decálogo;
- um confessor que viola diretamente o selo sacramental da confissão;
- um bispo que ordena alguém um bispo sem mandato papal, e a pessoa que recebe a ordenação dele;
- uma pessoa que obtém um aborto completo (can. 1397 §2);
- cúmplices sem cuja assistência não teria sido cometida uma violação de uma lei que prescreve a excomunhão latae sententiae.

Legislação fora do Código de Direito Canônico de 1983 também pode decretar a excomunhão latae sententiae. Um exemplo é o que rege as eleições papais, que se aplica a pessoas que violam o sigilo, ou que interferem na eleição por meios como a simonia ou a comunicação do veto de uma autoridade civil.
A excomunhão ipso facto que se aplicava antes de 1983 aos católicos que se tornaram membros de associações maçônicas não foi mantida no Código de Direito Canônico de 1983, que entrou em vigor naquele ano. No entanto, a Santa Sé declarou que a adesão continua proibida e que "os fiéis que se inscrevem em associações maçônicas estão em estado de pecado grave e não podem receber a Santa Comunhão".

#### Latae sententiaeinterditos
Os casos em que se incorre em interdição latae sententiae incluem o seguinte:
- usar força física contra um bispo
- tentar presidir à Eucaristia, ou dar absolvição sacramental, quando não for sacerdote
- denunciar falsamente um confessor por solicitar a um penitente que pece contra o mandamento contra o adultério
- um religioso professo perpétuo que tenta o casamento

Um exemplo de interdito que não é latae sententiae, mas ferendae sententiae é o dado no cânon 1374 do Código de Direito Canônico de 1983: "Aquele que se filia a uma associação que conspira contra a Igreja deve ser punido com uma pena justa; aquele que promove ou modera tal associação, no entanto, deve ser punido com um interdito".

#### Suspensões Latae sententiae
A suspensão automática aplica-se aos clérigos (aqueles que foram ordenados pelo menos ao diaconato) nos seguintes casos:
- um clérigo que usa violência física contra um bispo;
- um diácono que tenta celebrar o sacrifício da missa; ou um sacerdote que, embora não tenha poderes para conceder a absolvição sacramental, tenta fazê-lo ou ouve a confissão sacramental (o poder ou faculdade em questão é concedido pela própria lei, por exemplo, àqueles que ocupam certos cargos, ou por certos superiores eclesiásticos dos penitentes e os penitentes em perigo de morte podem ser validamente absolvidos mesmo por um sacerdote sem a faculdade de ouvir confissões, e mesmo que um sacerdote com a faculdade esteja presente);
- um clérigo que celebra um sacramento por simonia;
- um clérigo que recebeu a ordenação ilicitamente;
- um clérigo que denuncia falsamente perante um superior da igreja um padre como tendo cometido o delito de solicitar, em conexão com a confissão, um pecado sexual.

A suspensão da ferendae sententiae (juntamente com outras punições) deve ser infligida a qualquer clérigo que viva abertamente em violação da castidade e a qualquer sacerdote que "no ato, na ocasião ou sob o pretexto da confissão" solicite um penitente a um pecado sexual.

## Efeitos
Se alguém comete um delito eclesiástico para o qual está prescrita uma pena ferendae sententiae, a pena só produz efeitos quando imposta pela autoridade eclesiástica competente.  Também pode acontecer que a autoridade eclesiástica emita uma declaração de que um determinado indivíduo incorreu de fato em uma censura latae sententiae. Em ambos os casos, os efeitos são mais graves do que os de uma censura meramente automática. 
Aqueles sob interdição ou excomunhão de qualquer tipo estão proibidos de receber os sacramentos, incluindo a Eucaristia.  Se a excomunhão tiver sido imposta ou declarada, outros são obrigados a impedir o censurado de agir como ministerial na liturgia ou, se tal se revelar impossível, a suspender o serviço litúrgico; e o censurado não deve ser admitido à Santa Comunhão (ver cânon 915).

## Remissão
Para além dos casos em que a remissão de uma censura é reservada à Santa Sé, cabe ao ordinário responsável pela sua inflição ou, depois de consultado ou em circunstâncias extraordinárias em que tal consulta não seja possível, ao ordinário da localidade onde a pessoa censurada está presente remeter uma censura declarada ou imposta estabelecida por lei.  No entanto, um ordinário pode remeter uma censura meramente automática para seus súditos, onde quer que estejam, e para qualquer pessoa presente em seu território ou que cometeu o delito em seu território, e qualquer bispo pode remeter censuras meramente automáticas para qualquer pessoa cuja confissão sacramental ele esteja ouvindo.
Se um penitente considerar penoso permanecer em pecado grave durante o tempo necessário para obter a remissão pela autoridade competente de uma excomunhão latae sententiae não declarada ou interdito que exclua o penitente dos sacramentos, o confessor pode imediatamente remeter a censura no foro sacramental interno, exigindo que o penitente recorra no prazo de um mês à autoridade competente.
A remissão não pode ser concedida a alguém que mantém a contumácia, nem pode ser negada a alguém que se retira da contumácia.

## Ligações externos
- Roberti, Francesco (1962). «Censure». Dictionary of moral theology (em inglês). Internet Archive. Westminster, Md.: Newman Press. pp. 195–6